# Горянский, Владимир Викторович
Влади́мир Ви́кторович Горя́нский (укр. Володимир Вікторович Горянський; род. 24 февраля 1959, Кадиевка, Луганская область, Украинская ССР, СССР) — украинский актёр и телеведущий, Народный артист Украины (2008).

## Биография
Родился 24 февраля 1959 года в Кадиевка Луганской области.
Окончил Днепропетровское театральное училище, после окончания — работал в Днепропетровском Академическом театре русской драмы им. М. Горького, после — окончил Киевский национальный университет театра, кино и телевидения имени И. К. Карпенко-Карого.
С 1989 года по настоящее время — актёр Киевского театра драмы и комедии на левом берегу Днепра.  Получил известность после выхода на экраны сериала «День рождения Буржуя».
С 2004 года — ведущий ряда передач на телеканале «Интер», многократный участник «Игр Патриотов».
В 2006 году выпустил диск романсов «Негромкий вальс».
В 2015 году Горянский тайно женился на Елене Фейса.

## Фильмография
1. 1980 — Берём всё на себя — эпизод (нет в титрах)
2. 1980 — «Мерседес» уходит от погони — немецкий солдат (нет в титрах)
3. 1980 — У матросов нет вопросов — ожидающий номера в гостинице (нет в титрах)
4. 1981 — Шестой — эпизод (нет в титрах)
5. 1982 — Личные счёты — эпизод
6. 1989 — Диверсия по контракту
7. 1991 — Имитатор — эпизод
8. 1993 — Ночь вопросов — Петя
9. 1995 — Остров любви — компания в кафе
10. 1996 — Операция «Контракт» —  Катерновський
11. 1999 — День рождения Буржуя — Костя
12. 1999 — Жизнь как цирк
13. 2000 — Непокорённый — Пашкевич
14. 2000 — Волшебница — Степан
15. 2000 — Похождения брошенного мужа — Кеша
16. 2000 — Полное мамаду — Санта Клаус
17. 2001 — Вечера на хуторе близ Диканьки — Панас, казак
18. 2001 — День рождения Буржуя 2 — Костя
19. 2001 — Если я не вернусь
20. 2002 — Завтра будет завтра — технолог по производству "горилки" на заводе Норштейна (нет в титрах)
21. 2002 — Золушка — придворный звездочёт
22. 2002 — Леди Мэр — Степан
23. 2002 — Под крышами большого города — Игорь
24. 2003 — Снежная королева — снеговик-священник
25. 2003 — Даша Васильева. Любительница частного сыска — Лев Арцеулов
26. 2003 — Дунай. Дунай. Дунай. (Румыния)
27. 2003 — Дух земли — Крищенко участковый
28. 2003 — Весёлая компания  — проректор 1 серия
29. 2003 — Безумный день, или Женитьба Фигаро — судья Бридуизон
30. 2003 — Право на защиту  — Василий Семёнович Лобов, врач
31. 2003 — Цикута
32. 2004 — Джокер — Арнольд
33. 2004 — Даша Васильева. Любительница частного сыска 2 — эпизод (нет в титрах) Дама с коготками фильм 1
34. 2004 — Железная сотня — лектор
35. 2004 — Казанова поневоле — Горский артист из Москвы, друг Петренко
36. 2004 — Игры взрослых девочек — Орест Мухин
37. 2004 — Исцеление любовью — Борис Самойлов, отец Лёши и Кости
38. 2004 — Против течения — Юра
39. 2004 — Путеводитель
40. 2004 — Торгаши — Роман Петрович, бизнесмен
41. 2005 — Есенин — Николай Клюев
42. 2005 — Женская интуиция 2 — Гоша, второй муж Инги, пластический хирург
43. 2005 — Золотые парни — Никита Кмит, доктор
44. 2005 — Право на любовь — комендант Кока
45. 2006 — Аврора — доктор Валевич
46. 2006 — Всё включено — бармен Саша
47. 2006 — Городской романс — Аркадий Бронников, отец Ирины
48. 2006 — Два в одном — сотрудник театра
49. 2006 — Дурдом  —  Константин Атамбеков, следователь
50. 2006 — Королев — Андрей Костиков
51. 2006 — Расплата за грехи  —  Аркадий Бронников, отец Ирины
52. 2006 — Странное Рождество — Пётр
53. 2006 — Приключения Верки Сердючки — учитель пения
54. 2006 — Утёсов. Песня длиною в жизнь — Николай Литвинов («Пушок»), суфлёр
55. 2006—2007 — Ангел-хранитель — Степан Юрьевич, смотритель, заведующий спасательной станцией; муж Эвелины Львовны
56. 2007 — Вилла раздора, или Танец солнечного затмения —  повар
57. 2007 — Держи меня крепче — Лёха, администратор группы ВиаГра
58. 2007 — Когда её совсем не ждешь — Иван
59. 2007 — Противоположности притягиваются
60. 2007 — Психопатка — Сергей, юбиляр
61. 2007 — Очень новогоднее кино, или Ночь в музее — Смотритель
62. 2007 — Семь дней до свадьбы — Андрей Андреевич, отец Катерины
63. 2008 — Кардиограмма любви — Федор Афанасьевич, театральный режиссер
64. 2008 — Сила притяжения — Рябоштан
65. 2008 — Хочу ребёнка — Илья Ильич Весёлкин, отец Ильи, врач
66. 2008 — Черное платье —  Врунов, врач
67. 2008 — Про любовь — Отец Бенедикт - Веня
68. 2008 — Большая разница — Эдуард Сильвестрович
69. 2009 — 1941  — Архип, староста; бывший сельский счетовод
70. 2009 — Акула  — Тимур Геннадьевич Шилов
71. 2009 — Веское основания для убийства  — "крестный " папа
72. 2009 — Две стороны одной Анны  — адвокат Мамаев
73. 2009 — Золушка с острова Джерба  — Рудик
74. 2009 — Колдовская любовь 2 — доктор
75. 2009 — Как казаки  — Суворов
76. 2009 — Охота на Вервольфа — Стахович, старшина
77. 2009 — Ромашка, кактус, маргаритка —  Валерий Валерьевич Деревянников, бывший шеф
78. 2009 — Это я — Костя
79. 2009 — Все возможно — Егор
80. 2010 — Вера, Надежда, Любовь — Борис Леонидович Фридберг
81. 2010 — Ефросинья — Пётр Иннокентьевич Руденко, следователь
82. 2011 — Костоправ — бомж
83. 2011 — Ласточкино гнездо — Николай Андреевич, директор
84. 2011 — Маленькая танцовщица — Данило
85. 2011 — пончик люся — Белькевич
86. 2011 — Я тебя никогда не забуду — Валерий Семёнович, доктор в психиатрической больнице
87. 2012 — Защитница — Егор Игнатич
88. 2012 — Одесса-мама — Вульф Аронович Мур
89. 2012 — Брат за брата 2 — Иван Антонов, брат Кравчука
90. 2012 — Смерть шпионам. Скрытый враг — Игорь Матвеевич Кириллов, военврач
91. 2012 — Немой — Василий Рыков охранник
92. 2012 — Личная жизнь следователя Савельева (Кордон следователя Савельева) (серии № 15-16 «Клоп») — Вещицкий, коллекционер
93. 2013 — Агент — Яспер Свенсон, ученый-микробиолог
94. 2013 — Волшебные Истории: Эликсир Доброты — Волшебник Доктор Гольф
95. 2013 — Позднее раскаяние — водитель
96. 2014 — Когда наступит рассвет — Альберт, вор
97. 2014 — Опасная любовь — Валерий Петрович Ленский, торговец оружием
98. 2014 — Пока станица спит — Тимофей Сорока
99. 2014 — Трубач — Степан Семёнович Гамкало
100. 2014 —2016 — Свет и тень маяка — Сигляев, адвокат из Москвы
101. 2015 — Последний москаль — Василий Васильевич Микитюк, глава села Великие Вуйки
102. 2015 — Последний янычар — Тимофей Сорока
103. 2015 — По законам военного времени — Лозинский, майор госбезопасности
104. 2015 — Слуга народа — Рустем Ашотович Маматов, олигарх
105. 2015 — Офицерские жёны — Морзяныч
106. 2015 — Плен — химик
107. 2015 — Слуга народа 2 — Рустем Ашотович Маматов, олигарх
108. 2015 — Хозяйка — Анатолий Плахотнюк
109. 2016 — лучшая неделя моей жизни — Виктор Сергеевич Елизаров, генерал-лейтенант авиации, отец Ольги
110. 2016 — Пацики — Игнатенков, следователь
111. 2016 — Последний москаль Судный день — Василий Васильевич Микитюк, глава села Великие Вуйки
112. 2016 — Чудо по расписанию — Пётр Гаврилович, издатель
113. 2016 — Я люблю своего мужа — Сан Саныч, телерепортёр
114. 2017 — Хороший парень — Игорь Дмитриевич Шеремет, владелец корпорации «ИД-Групп»
115. 2017 — DZIDZIO Контрабас — браконьер
116. 2017 — Вверх тормашками — Савелий Самойлович
117. 2017 — Знай наших — профессор Козловский
118. 2017 — суббота — капитан
119. 2017 — Слуга народа 2: От любви до импичмента — Рустем Ашотович Маматов, олигарх
120. 2017 — Пелена — Эдуард Янович, главный редактор областной газеты
121. 2018 — Копы в работе — '
122. 2018 — Сувенир из Одессы — Зуев
123. 2018 — Ничто не случается дважды — Михаил
124. 2019 — 11 детей из Моршина — Швиндель (профессор)
125. 2019 — Великие Вуйки — Василь Васильович Микитюк, голова села Великі Вуйки
126. 2019 — Бывшие (короткометражный)
127. 2019 — Слуга народа 3. Выбор — Рустем Ашотович Маматов, олигарх
128. 2019 — Страсти по Зинаиде — Илья Матвеевич, мэр
129. 2020 — Сказка мельника — Перец
130. 2020 — Наталка Полтавка —
131. 2020 — Ограбление по-украински —
132. 2021 — Чужие грехи —
133. 2021 — Молодильное зелье африканского тушканчика —  профессор Рей, злой гений

## Награды и звания
- Орден «За заслуги» III степени (21 августа 2020 года) — за значительный личный вклад в государственное строительство, социально-экономическое, научно-техническое, культурно-образовательное развитие Украины, весомые трудовые достижения и высокий профессионализм[2].
- Орден Дружбы (15 января 2004 года, Россия) — за большой вклад в развитие искусства и укрепление российско-украинских культурных связей[3].
- Народный артист Украины (27 марта 2008 года) — за весомый личный вклад в развитие украинского театрального искусства, весомые творческие достижения и высокий профессионализм и по случаю Международного дня театра[4].
- Заслуженный артист Украины (20 февраля 1998 года) — за весомый личный вклад в развитие украинской культуры и искусства, высокий профессионализм[5].
- Лауреат Национальной премии «Человек года — 2002» в номинации «Лучший актёр года» в 2003 и 2005 годах.
- Лауреат премии «Колесо фортуны».
- Дважды лауреат премии «Киевская Пектораль».
- Кавалер ордена «Святого Владимира».
- Кавалер ордена Почёта (Украина).